# دوري السوبر الأوزبكي 2018
الدوري الأوزبكي 2018 هو الموسم 26 من الدوري الأوزبكي. كان عدد الأندية المشاركة فيه 12، وفاز فيه نادي لوكوموتيف طشقند.